# San Luis (Costa Rica)
San Luis è un distretto della Costa Rica facente parte del cantone di Turrubares, nella provincia di San José.